# Włodzimierz Filaber
Włodzimierz Filaber (ur. 26 kwietnia 1964 w Garwolinie) – polski piłkarz, w latach 1988-2000 występował na pozycji obrońcy w następujących klubach: Pogoń Siedlce, RKS Ursus Warszawa, Polonia Warszawa, Okęcie Warszawa, Wilga Garwolin.